# Catarina Brandon, Duquesa de Suffolk
Catarina Willoughby (em inglês: Catherine; Parham Hall, 22 de março de 1519 — Castelo de Grimsthorpe, 19 de setembro de 1580), foi uma fidalga inglesa que viveu na corte de Henrique VIII de Inglaterra, de Eduardo 6.º e, mais tarde, de Isabel 1.ª. Ela foi suo jure 12.ª Baronesa de Willoughby de Eresby, como sucessora de seu pai.
Uma sincera adepta da reforma protestante, ela fugiu para Wesel, na Alemanha, e depois para a Polônia durante o reinado da católica Maria 1.ª da Inglaterra.

## Família
Catarina era a filha de Guilherme Willoughby, 11.º Barão Willoughby de Eresby e de sua segunda esposa, Maria de Salinas. Ele havia sido casado anteriormente com Mary Hussey, filha de William Hussey, um advogado inglês, porém ela morreu sem lhe dar filhos.
A mãe de Catarina era uma nobre espanhola que seguiu a rainha, Catarina de Aragão, até a Inglaterra, como sua dama de companhia, quando de seu casamento com Artur, Príncipe de Gales, em 1501. Anos após a morte do príncipe, Catarina de Aragão se casou com o seu irmão, Henrique 8.º da Inglaterra. Henrique demonstrou apreço por Maria, mãe de Catarina, ao nomear um navio de Mary Willoughby.

## Casamentos
Aos 14 anos de idade, em 7 de setembro de 1533, a Baronesa se casou com Carlos Brandon, 1.º Duque de Suffolk. O duque já havia sido casado três vezes.
Sua primeira esposa foi Margarida Neville, filha de João Neville, 1.º Marquês de Montagu, um descendente de João de Gante, filho do rei Eduardo 3.º, com quem não teve filhos.

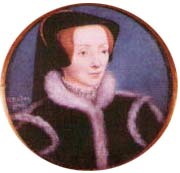
Miniatura por Hans Holbein, o Jovem.

Sua segunda esposa foi Ana Browne, com quem teve duas filhas, Ana Brandon, Baronesa Grey de Powis e Maria Brandon, Baronesa Monteagle.
Seu terceiro casamento foi com Maria, filha de Henrique 7.º, e portanto irmã de Henrique 8.º, o que fez de Brandon o cunhado do rei. Antes de se casar com o duque, a princesa havia sido a esposa do rei de França, Luís 12. O filhos do casal foram: Henrique Brandon, Frances Brandon, mãe da famosa Joana Grey, Leonor Brandon, Condessa de Cumberland e Henrique Brandon, 1.º Conde de Lincoln.
Os filhos da baronesa e do duque foram:
- Henrique Brandon, 2.º Duque de Suffolk (18 de setembro de 1535 - 14 de julho de 1551), morreu da doença do suour;
- Carlos Brandon, 3.º Duque de Suffolk (1537 - 14 de julho de 1551),  morreu da doença do suor, uma hora após o seu irmão.

Após a morte de Carlos, Catarina se casou com Richard Bertie, um cortesão. Tiveram dois filhos:
- Susan Bertie (c. 1554 - 1596), foi Condessa de Kent como esposa de Reginaldo Grey, 5.º Conde de Kent, com quem não teve filhos. Seu segundo marido foi John Wingfield, um soldado, sobrinho de Bess de Hardwick. Com John, teve dois filhos;
- Peregrine Bertie (12 de outubro de 1555 - 25 de junho de 1601), 13.º Barão Willoughby de Eresby, foi casado com Maria de Vere, com quem teve filhos.